# Aleatico di Puglia
Aleatico di Puglia sind italienische Dessertweine aus der Region Apulien (italienisch: Puglia). Seit dem 29. Mai 1973 genießt das Weinbaugebiet den Status einer Denominazione di origine controllata (kurz DOC), deren letzte Modifikation am 7. März 2014 veröffentlicht wurde.

## Erzeugung
Der Wein wird aus folgenden Rebsorten hergestellt:
- 85–100 % Aleatico
- 0–15 % Negroamaro, Malvasia Nera di Lecce/Malvasia Nera di Brindisi, Primitivo (einzeln oder zusammen)

Die Aleaticotrauben werden teilrosiniert, das heißt einem leichten „Appassimento“ am Rebstock oder auf einem Strohlager unterzogen. Zwei Typen von Weinen werden erzeugt:
- Aleatico di Puglia Dolce Naturale: ein natursüßer Rotwein
- Aleatico di Puglia Liquoroso Dolce Naturale: ein Likörwein

Weine, die mindestens drei Jahre beim Erzeuger gelagert wurden (ab dem 1. März des auf die Ernte folgenden Jahres), dürfen die Bezeichnung „Riserva“ führen.

## Anbaugebiet
Die zugelassenen Rebflächen verteilen sich auf alle 258 Gemeinden der Metropolitanstadt Bari sowie der Provinzen Brindisi, Foggia, Lecce und Tarent. Das tatsächliche Kerngebiet der Herstellung überlappt sich jedoch praktisch komplett mit der DOC Gioia del Colle und es gibt daher Überlegungen, das Weinbaugebiet Aleatico di Puglia auf dieses Gebiet zu beschränken. Der Wein wird zurzeit von nur zwei Winzern angeboten.

## Beschreibung
Laut Denomination (Auszug):

### Aleatico di Puglia Dolce Naturale
- Farbe: mehr oder weniger intensives Granatrot mit violetten Reflexen – tendiert mit zunehmender Reife zu orange
- Geruch: zartes Aroma, charakteristisch, intensiv und ätherisch mit zunehmendem Alter
- Geschmack: mäßig süß, voll, samtig
- Alkoholgehalt: mindestens 13,0 Vol.-%, mit einem Rest von mindestens 2,0 % potentiellem Alkoholgehalt
- Säuregehalt: mind. 4,0 g/l
- Trockenextrakt: mind. 22,0 g/l

### Aleatico di Puglia Liquoroso Dolce Naturale
- Farbe: mehr oder weniger intensives Granatrot mit violetten Reflexen – tendiert mit zunehmender Reife zu orange
- Geruch: zartes Aroma, charakteristisch, intensiv und ätherisch mit zunehmendem Alter
- Geschmack: süß, voll, warm, harmonisch, angenehm
- Alkoholgehalt: mindestens 16,0 Vol.-%, mit einem Rest von mindestens 2,5 % potentiellem Alkoholgehalt
- Säuregehalt: mind. 4,0 g/l
- Trockenextrakt: mind. 22,0 g/l